# Argiope versicolor
Argiope versicolor är en spindelart som först beskrevs av Carl Ludwig Doleschall 1859.  Argiope versicolor ingår i släktet Argiope och familjen hjulspindlar. Inga underarter finns listade i Catalogue of Life.